# L'Œuf et les Schtroumpfs
L'Œuf et les Schtroumpfs (no Brasil: O Ovo Strunfado, em Portugal: O ovo e os estrumpfes) é o quarto álbum da série de histórias em quadrinhos franco-belga Les Schtroumpfs, pelo artista belga Peyo. 
Além da aventura titular, ele contém duas outras histórias: Le Faux Schtroumpf e Le Centième Schtroumpf.

## Parcelas
L'Œuf et les Schtroumpfs
O evento anual conhecido como Dia do Schtroumpf é devido e Le Grand Schtroumpf sugere que eles façam um grande bolo para comemorar. Com grande entusiasmo, os Schtroumpfs juntam os ingredientes apenas para descobrir que não têm um ovo. Le Grand Schtroumpf, portanto, envia Le Schtroumpf Grognon e outro Schtroumpf para conseguir um. Depois de muitos problemas para obter um ovo em uma fazenda próxima, os dois Schtroumpfs enfrentam uma luta igual para chegar em casa, apenas para o Le Grand Schtroumpf mostrar que o ovo é um falso feito de madeira.
Partindo para pegar outro ovo, os dois Schtroumpfs encontram um no meio da floresta. Eles o levam de volta à vila, onde os outros tentam em vão quebrá-lo. É até resistente a um machado e um Schtroumpf frustrado expressa o desejo de se transformar em um cachorro-quente se ele não conseguir quebrá-lo. Quando ele bate no ovo, ele se transforma em cachorro-quente e os outros percebem que é um ovo mágico que lhes concede desejos quando tocados.
Todo Schtroumpf usa o ovo para realizar seus desejos: ser de pele vermelha ou amarela, se tornar um gigante, ter um elefante, dinheiro, bolos etc. Quando dois Schtroumpfs discutem sobre quem deve usá-lo primeiro, desejam todos os tipos de coisas desagradáveis sobre o outro: um Schtroumpf deseja que o outro tenha um nariz grande, uma cauda longa e esteja coberto de pelos; enquanto o outro deseja que ele tenha orelhas grandes, dentes enormes, barba longa e pele verde.
Como uma piada de um de seus Schtroumpfs, Le Grand Schtroumpf se transformou em um Schtroumpf jovem e comum, enquanto outros três adotaram sua aparência e afirmam ser o artigo genuíno. Para restaurar a ordem do caos, Le Grand Schtroumpf vai até o ovo e deseja que tudo seja como antes. Todos voltam ao normal e, antes que possam renovar seus desejos, os ovos se abrem, revelando um filhote .
Um Schtroumpf argumenta que o pintinho se tornará uma galinha e colocará ovos mágicos. Assim, ele começa a trabalhar na construção de um recinto para o pintinho morar, alimentar e regá-lo e manter o local arrumado. Depois de todo o seu trabalho duro, no entanto, o Schtroumpf é quebrado quando o filhote cresce e se torna um galo que não põe ovos.
Le faux Schtroumpf
O inimigo jurado dos Schtroumpfs, Gargamel, cria uma poção que o transforma em Schtroumpf, seu plano é se infiltrar na aldeia e destruí-los. No entanto, a poção não funciona completamente, pois ele não tem cauda, então ele faz uma de madeira e cola na parte de trás da calça. Mais tarde, ele encontra um Schtroumpf que, sem saber quem ele realmente é, o guia para a vila.
Gargamel começa a conspirar para destruir os Schtroumpfs. Ele tenta envenená-los em massa intoxicando a refeição do meio-dia, mas os Schtroumpfs não mostram sinais de sofrimento. Gargamel depois descobre que ele de fato derramou o veneno em um caldeirão contendo nada além de roupa suja.
Uma ponte sobre o rio Schtroumpf foi concluída. Gargamel o sabota da noite para o dia, mas no dia seguinte, quando é inaugurado, o Schtroumpf o atravessa sem nenhum problema. Frustrado, o próprio Gargamel a atravessa, apenas para a ponte desabar quando ele está no meio do caminho. Ele cai no rio e é resgatado. Le Grand Schtroumpf mais tarde descobre evidências de sabotagem.
O mergulho afrouxa a cauda colada de Gargamel, que mais tarde é encontrada por um Schtroumpf. Percebendo que existe um Schtroumpf falso no meio deles, Le Grand Schtroumpf ordena que as caudas de cada Schtroumpf sejam puxadas para verificação. Descoberto sem cauda, Gargamel corre para o laboratório de Le Grand Schtroumpf e entra em barricada, anunciando sua intenção de preparar uma poção que o transformará novamente em um humano e permitirá que ele destrua a vila. Os Schtroumpfs entram no laboratório no momento em que bebe a poção, mas, embora recupere sua aparência, Gargamel ainda é do mesmo tamanho que os Schtroumpfs e é facilmente preso.
Implorando misericórdia, ele é amarrado com corda e levado para fora da vila onde Le Grand Schtroumpf se aproxima dele com uma faca. Gargamel implora mais, apenas para encontrar Le Grand Schtroumpf cortando suas cordas e ordenando que ele saia. Gargamel se apressa, mas, uma vez bem longe da vila, jura vingança mais uma vez.
Le centième Schtroumpf
Le Grand Schtroumpf percebe que eles devem realizar a Dança da Lua, que é realizada a cada 654 anos. Cem Schtroumpfs são necessários para a cerimônia, mas existem apenas 99 Schtroumpfs na vila e o Le Grand Schtroumpf não sabe como calcular o número necessário.
Enquanto isso, Vanity Schtroumpf decide fazer de si mesmo um grande espelho. Como o processo de martelar e polir a chapa de metal necessária mostra-se insuportavelmente barulhento, e ele insiste em trabalhar a noite toda, os outros Schtroumpfs exigem que ele continue na floresta. Vanity termina seu espelho, mas é pego em uma tempestade. Abrigado debaixo de uma árvore, ele se admira no seu novo espelho quando é atingido por um raio . O espelho desaparece, mas o reflexo de Vanity ganhou vida!
O reflexo faz e diz o mesmo que Vanity: o único problema é que suas ações físicas ainda são as de uma imagem no espelho e ele fala ao contrário. Assim, ambos correm de volta para a vila. Le Grand Schtroumpf acha que o reflexo é o centésimo Schtroumpf que ele precisa para a Dança da Lua, mas o reflexo canta e dança para trás, o que arruína os ensaios . As tentativas de Le Grand Schtroumpf de fazê-lo agir como um Schtroumpf normal são em vão.
Vanity leva o reflexo de volta para sua casa, mas como eles fazem as mesmas coisas ao mesmo tempo, eles acabam tendo que passar pela porta, comer da mesma tigela, dormir na mesma cama (o que resulta em uma noite sem dormir) e usar a mesma toalha, que é rasgada pelos dois Schtroumpfs que a puxam. Essa série de incidentes os leva a lutar, mas o reflexo atinge a parede e é inconsciente por um caldeirão que cai da prateleira acima dele.
Vaidade aproveita-se para trancar seu duplo fora de casa. O sincronismo deles foi quebrado e o reflexo agora é capaz de se mover por sua própria vontade. No entanto, ele ainda fala ao contrário e não pode se encaixar com o resto da vila. Triste e solitário, ele vagueia pela floresta, onde encontra o espelho de onde veio. O reflexo tenta entrar novamente no espelho, mas passa direto por ele. No entanto, ele agora refletiu novamente, tornando-se um verdadeiro Schtroumpf que pode agir e falar normalmente. Assim, ele é bem-vindo pelos outros Schtroumpfs.
Aliviado, Le Grand Schtroumpf volta para casa apenas para encontrar um duplo de si mesmo falando sem sentido e realizando as mesmas ações que ele. Ele fica horrorizado com a ideia de que agora são 101 Schtroumpfs, mas, examinando mais de perto, descobre que é Schtroumpf Farceur  disfarçado. Le Grand Schtroumpf o expulsa de casa. Naquela noite, a Dança da Lua é realizada como uma dupla celebração.

## Revelações feitas nas histórias
Na versão francesa original de L'Œuf et les Schtroumpfs é revelado que a personalidade melancólica e insociável de Le Schtroumpf Grognon se deve aos efeitos duradouros da mosca que o picaram Les Schtroumpfs noirs.

## História da publicação
As três histórias foram publicadas na revista Spirou entre 1960 e 1962 e apareceram juntas em forma de livro em 1968.
As versões em inglês do livro foram publicadas por Dupuis no Canadá, Random House nos Estados Unidos e Hodder & Stoughton no Reino Unido. Essas publicações incluíam apenas as histórias com os títulos The Egg and the Schtroumpfs e The Hundredth Smurf.

## Em outras mídias
- Em 1961, L'Œuf et les Schtroumpfs foi adaptado na série animada Les Schtroumpfs, o episódio e outros quatro episódios foram reunidos como um filme intitulado Les Aventures des Schtroumpfs (1965).

- Na série animada da Hanna-Barbera, todas as três histórias foram animadas, mas com mudanças notáveis nas histórias:
  - Na versão animada de L'Œuf et les Schtroumpfs (The Magic Egg), o ovo mágico é uma criação de Gargamel que é roubada e perdida por Bigmouth, o ogro. Após o caos que causa (incluindo Le Grand Schtroumpf se transformando em macaco e Clumsy se transformando em gigante graças a Schtroumpf à Lunettes, Schtroumpf Bricoleur e Schtroumpf Poète que desejam ser como Le Grand Schtroumpf), Le Grand Schtroumpf se livra do ovo simplesmente desejando que ele desapareça. Mais tarde, Schtroumpf Farceur  "encontra" novamente e todos os Schtroumpfs o rodeiam, tentando fazer desejos, apenas para o ovo explodir em seus rostos, Jokey fazendo um ovo mágico falso e colocando fogos de artifício e outros explosivos dentro dele.
  - Também em The Magic Egg, o Schtroumpf Costaud se transforma em salsicha em vez de cachorro-quente depois de bater no ovo mágico com um martelo.
  - Na versão animada de Le faux Schtroumpf, é a bruxa Hogatha, ao invés de Gargamel, que se torna o falso Schtroumpf.
  - Na versão animada de Le centième Schtroumpf, a dança faz parte de um ritual para impedir que a vila enfrente cem anos de má sorte, cujos sintomas já estão entrando em vigor. Porém, cem Schtroumpfs ainda são necessários, e o reflexo se torna um Schtroumpf regular quando ele e o espelho são novamente atingidos por um raio.
  - Schtroumpfette aparece nas três adaptações, ao contrário dos originais.